# Leff Schultz
Pour les articles homonymes, voir Schultz.
Leff (Lev, Léon) Alexandrovitch Schultz (en russe : Лев Александрович Шульц ; né le 6 novembre 1897 à Rostov-sur-le-Don et mort le 25 décembre 1970 à Paris) est un peintre franco-russe.

## Biographie
Il est inhumé au cimetière du Père-Lachaise (87e division, case 13551).